# Contea di Yangxin (Shandong)
La contea di Yangxin (阳信县S, Yángxìn XiànP) è una contea della Cina, situata nella provincia dello Shandong e amministrata dalla prefettura di Binzhou.